# Єврейське кладовище (Херсон)
Єврейське кладовище у Херсоні — закрите кладовище єврейської громади міста Херсон. 
Цвинтар доглядається комунальними службами Херсонської міської ради, а також єврейської релігійною громадою "Хабад". Станом на 2021 р. на кладовищі існує близько 100 мацев, сам цвинтар закритий для відвідувань. 

## Історія

Понівечений надгробок на могилі Шоеля Тительмана.

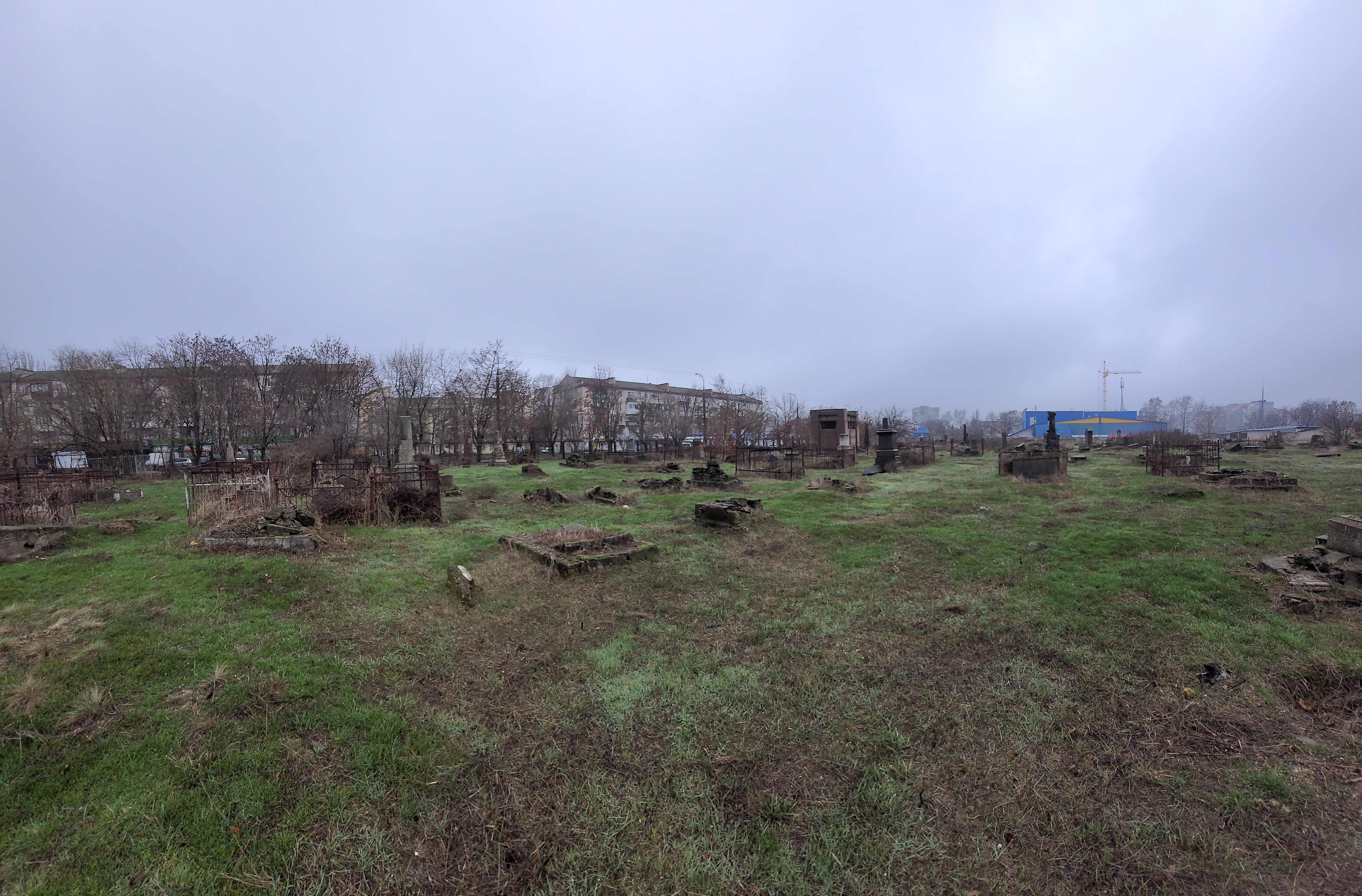
Панорама кладовища (ракурс на вулицю Стрітенську)

Перше єврейське кладовище з'явилось у Херсоні у другій половині ХІХ ст. Окрема єврейська ділянка Забалківського цвинтаря вже була позначена на плані міста 1872 року. Ця ділянка одержала назву Старого єврейського кладовища і була першим найдавнішим місцем поховання євреїв у Херсоні. Старе єврейське кладовище не збереглось, нині це ділянка між вулицями Куйбишева і Овражною, що забудована приватними котеджами.
У 1890-х роках невелика площа Старого єврейського кладовища вже не могла задовольняти потреб юдейського громади Херсону, відтак міська влада дозволила створення у північній частині Забалки Нового єврейського кладовища. Новостворений цвинтар складався з двох великих ділянок, що розташувались обабіч нової вулиці, котра дістала назву Ново-цвинтарної.
Згодом Нове єврейське кладовище херсонці для зручності почали називати Єврейським кладовищем, адже саме воно відігравало роль головного некрополя міських євреїв. Це кладовище збереглося до сьогодні, однак зі значно зменшеною територією. Дві третини площі цвинтаря вже давно забудовані.
Найбільших руйнувань цвинтар зазнав у радянську добу. У звіті комунальних служб, датованому 1926 роком, сказано, що "за останні десятиліття цвинтар прийшов у запустіння, заріс деревами та чагарниками, а чимало могил розграбовані місцевими жителями, які поцупили з поховань мармур та цинк".
З другої половини ХХ століття єврейське населення Херсона скорочувалося і в середині 1960-х міська влада закрила Єврейський цвинтар для поховань. З того часу цвинтар занепадав. Його територія зменшилась на третину. На частині цвинтарних земель зведено приватні будинки.

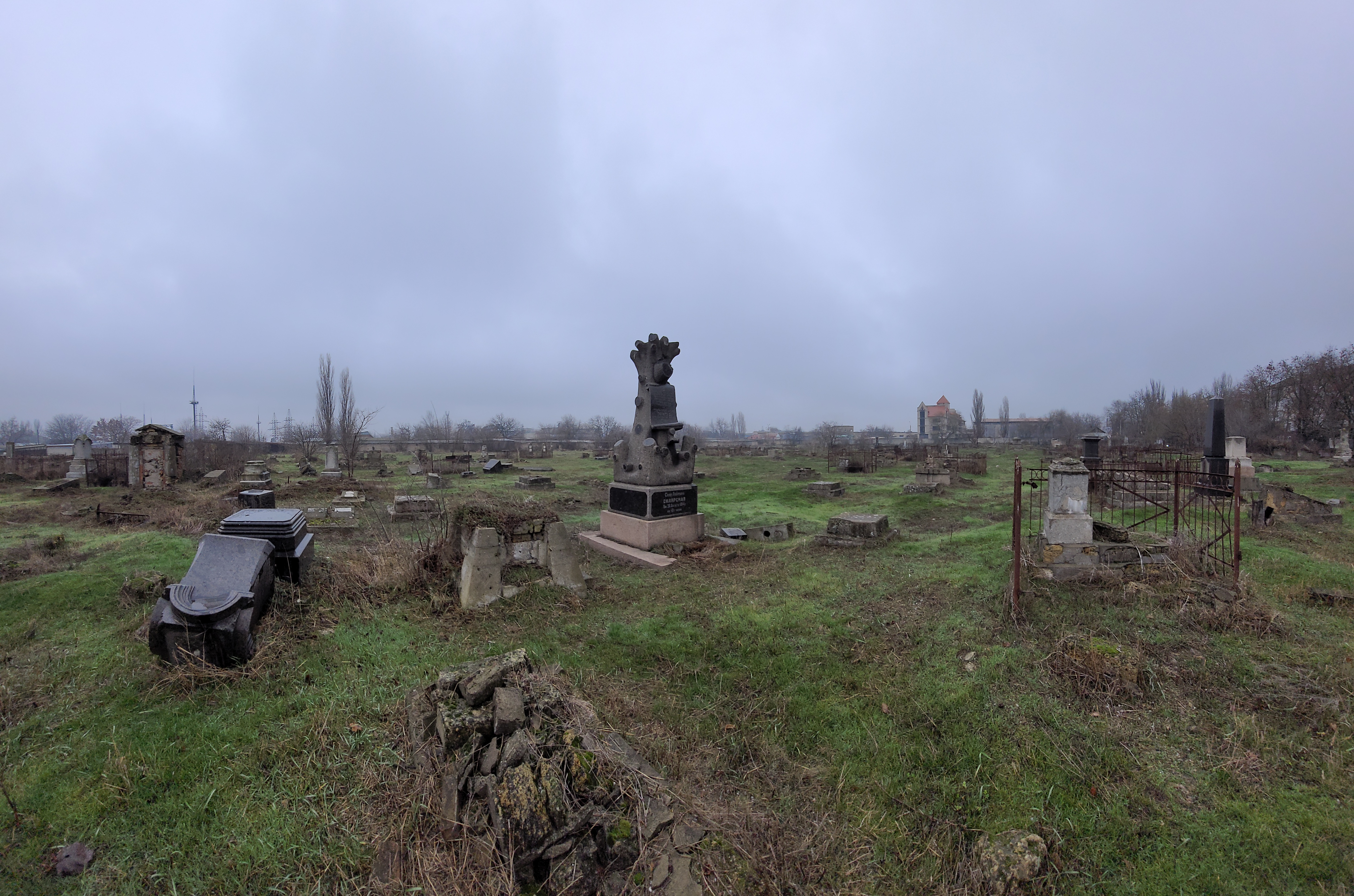
Панорама кладовища (ракурс на вулицю Філатова)

У 2004 році кладовище було взято під захист єврейською громадою Херсона, впорядковано територію, відновлено окремі надгробки. У квітні 2012 року на кладовищі сталась велика пожежа. За словами очевидців, над похованнями, частина яких відноситься ще до позаминулого століття, миттєво здійнявся стовп полум'я заввишки до 1,5 метра. Вогняний вал прокотився від одного краю цвинтаря до другого, і кілька обелісків, що стояли на шляху вогняного валу, тріснули. На кладовищі вигоріло близько 700 квадратних метрів території, і найбільш імовірною причиною загоряння був підпал.
На цвинтарі збереглися традиційні мацеви та характерні для Східної Європи надгробні пам'ятники у вигляді обрубаного ствола дерева.

## Найвідоміші поховання
Найпомітніша споруда на кладовищі — склеп Мойсея Семеновича Рабіновича, складений з червоних гранітних плит з квадратними слуховими вікнами під верхнім карнизом. Мойсей Рабінович (1849—1911) — комерції радник, купець I гільдії, власник лісопильного заводу, голова Херсонського біржового комітету, член обліково-позичкового комітету Херсонського відділення державного банку з торговельно-промислового кредитування. Мав один з найгарніших приватних будинків у Херсоні — на нинішній вулиці Гошкевича (не зберігся), на території Взуттєвої фабрики. Пізніше в цій будівлі комуністи розмістили підрозділ ЧК і багато відомих херсонців були страчені в підвалах цієї будівлі.
Тут поховані члени сім'ї засновника і власника заводу сільськогосподарських знарядь праці (який потім перетворився в Комбайновий завод імені Петровського, а пізніше — в Херсонський машинобудівний завод і зараз перебуває в занедбаному стані) — Ізраїля Залмановича Гуревича — купця, якому вдалося стати одним з найбільших підприємців Херсонської губернії. Привертають увагу пам'ятники сімей лікарів Мальта, Фукса, Розенблата, Лозинського, Подільського, Когана і багатьох інших.

### Короткий список похованих
Короткий перелік поховань, що існували на кладовищі станом на 2021 рік.
| №  | ПІБ                             | народження | смерть     | років | тип пам'ятника             | стан пам'ятника                                                    | примітка                                          |
| -- | ------------------------------- | ---------- | ---------- | ----- | -------------------------- | ------------------------------------------------------------------ | ------------------------------------------------- |
| 1  | Каплун Михайло Тимофійович      |            | 31.07.1912 | 57    | чорний граніт              | розвалюється підмурівок з пісковика                                | є напис на їдиші                                  |
| 2  | Нейфельд Шльома Самуїлович      |            | 08.06.1910 | 34    | чорний граніт              | верхівка пам'ятника відсутня                                       | є напис на їдиші                                  |
| 3  | Дгів Мана Наумівна              | 12.12.1899 | 01.10.1955 |       | чорний граніт              | розвалюється підмурівок з пісковика, зникло фото                   | є напис на їдиші                                  |
| 4  | Коростошевський Яків Мойсейович | 1908       | 1955       |       | бетонний                   | окремі фрагменти відвалюються                                      |                                                   |
| 5  | Склярська Соня Лузерівна        |            | 26.08.1914 | 40    | чорний граніт              | похилився, підмурівок частково просів                              | є напис на їдиші                                  |
| 6  | Альтшулер Давид Аронович        | 05.05.1906 | 01.09.1958 |       | білий мармур, цегла, бетон | верхівка пам'ятника відсутня, цегляний квітник розвалюється        |                                                   |
| 7  | Тительман Шоель Хаймович        |            | 11.01.1919 | 48    | чорний граніт              | верхівка пам'ятника скинута на землю                               | є напис на їдиші                                  |
| 8  | Ширман Залман Йосифович         |            | 15.03.1941 | 75    | бетон                      | окремі фрагменти відвалюються                                      |                                                   |
| 9  | Кандель Софія                   |            | 11.12.1929 | 31    | сірий граніт               | розвалюється підмурівок з пісковика, зникло фото                   |                                                   |
| 10 | Сегаль Лев Давидович            | 11.08.1901 | 04.09.1951 |       | бетон, мармурова таблиця   | окремі фрагменти відвалюються, пам'ятник сильно похилився і просів |                                                   |
| 11 | Гринштейн Йосиф Ельєвич         |            | 11.03.1951 | 63    | бетон                      |                                                                    |                                                   |
| 12 | Зарідій Лев Маркович            | 1900       | 1962       | 62    | бетон, металева таблиця    | пам'ятник майже розвалився                                         |                                                   |
| 13 | Кияновський Мойсей Абрамович    | 1904       | 1951       |       | бетон                      | пам'ятник руйнується за недоглядом                                 |                                                   |
| 14 | Гінзбург Я.І.                   | 1884       | 1952       |       | бетон                      | пам'ятник руйнується за недоглядом                                 | Дедикація загиблим у ДСВ синам: Ізраїлю та Абраму |
| 15 | Гладштейн Поліна Самойлівна     | 23.09.1918 | 28.11.1981 |       | чорний граніт              | з пам'ятника зникло фото                                           |                                                   |
| 15 | Гладштейн Абрам Ізраїлевич      | 06.03.1911 | 19.01.1955 |       | чорний граніт              | з пам'ятника зникло фото                                           |                                                   |
| 16 | Ушерович Ілля Абрамович         | 1883       | 1956       |       | бетон                      | пам'ятник у задовільному стані                                     |                                                   |
| 17 | Ентін Арон Маркович             | 1905       | 1955       |       | бетон                      | добре зберігся, але заріс чагарями                                 |                                                   |
| 18 | Зінгеров Лев Ісакович           | 15.07.1900 | 09.10.1947 | 47    | чорний граніт              | похилився                                                          |                                                   |
| 19 | Гуревич Яків Якович             |            |            |       | білий мармур               | заріс мохом, стоїть в чагарях                                      |                                                   |